# Masaru Katō
Masaru Katō (jap. 加藤 大 Katō Masaru; ur. 7 maja 1991) – japoński piłkarz występujący na pozycji pomocnika. Obecnie występuje w Albirex Niigata.

## Kariera klubowa
Od 2010 roku występował w klubach Albirex Niigata i Ehime FC.